# 鄒容
鄒 容（すう よう）は清末の革命家。著作の『革命軍』は辛亥革命に大きな影響を与えた。字は蔚丹。

## 事跡
1902年に日本に自費留学し東京の同文書院で学ぶかたわら革命運動に参加した。1903年、同級生の張継、陳独秀等と共に清国政府留学生監督である姚文甫の辮髪を切断、そのことにより清国への帰国を迫られている。帰国し上海に到着した後は革命活動家である章炳麟、章士釗等と交友を結び、積極的に拒露運動や愛国学社の革命活動に参加、また同年『革命軍』を出版し、満族排除と清朝打倒、民衆による革命と清帝及び満人の誅殺、そして自由独立な「中華共和国」の建国を提唱した。
間もなく蘇報事件が発生すると鄒容は章炳麟と共に清国政府の要求を容れた上海共同租界により指名手配された。鄒容は自首し公判での清国政府との正面からの論戦を挑んだが、後に懲役3年の判決を受けた。収監2年目に20歳で獄中で病死している。
『革命軍』は内外で増刷され出版総数は百万部を超え、清末の革命関連書籍の中で最も多くの読者を獲得し、革命思想の宣伝に大きな影響を与えた。それ以降中華民国政治史で登場する蔣介石、胡適が青少年時代に『革命軍』を愛読し影響を受けている。
辛亥革命成功後の1912年3月29日、中華民国臨時大総統孫文は鄒容に対し陸軍大将軍を追贈し、1943年12月には重慶市政府は城内の新生路を鄒容路と改称している。また1946年6月に重慶市南区公園に鄒容烈士紀念碑が設置されその業績が顕彰されている。